# Auvilliers-en-Gâtinais
 Auvilliers-en-Gâtinais  es una población y comuna francesa, situada en la región de Centro, departamento de Loiret, en el distrito de Montargis y cantón de Bellegarde.

## Demografía
| 289 | 286 | 271 | 273 | 280 | 306 |
| Para los censos de 1962 a 1999 la población legal corresponde a la población sin duplicidades (Fuente: INSEE [Consultar]) |     |     |     |     |     |